# 1734
1734 (MDCCXXXIV) je bilo navadno leto, ki se je po gregorijanskem koledarju začelo na petek, po 11 dni počasnejšem julijanskem koledarju pa na torek.

## Dogodki
- 1. januar

## Rojstva
- 2. marec - Juraj Maljevec, hrvaško-kajkavski pisatelj († 1812)

## Smrti
- 15. junij - Giovanni Ceva, italijanski matematik (* 1647)

Neznan datum
- Danilo Apostol, hetman Zaporoške vojske (* 1654)